# Valentina Tolkounova
Pour les articles homonymes, voir Tolkounova.
Valentina Vassilievna Tolkounova (en russe : Валентина Васильевна Толкунова), née le 12 juillet 1946 à Armavir, dans le kraï de Krasnodar, et morte le 22 mars 2010 à Moscou, est une chanteuse russe.

## Biographie
Durant son enfance, Valentina Tolkounova chante dans la chorale du compositeur soviétique Isaac Dounaïevski. Elle commence sa carrière durant les années 1960 au sein de l'orchestre VIA-66, fondé par le compositeur Youri Saoulski. Sa notoriété augmente notamment grâce au concert donné en 1972 dans la Salle des Colonnes de la Maison des Unions de Moscou, durant lequel elle interprète plusieurs chansons du compositeur Vladimir Chaïnski. Tolkounova enregistre une douzaine d'albums durant sa carrière ; elle remporte à plusieurs reprises le prix de la meilleure Chanson de l'Année et reçoit le titre d'artiste du peuple de l'URSS,. Elle participe ensuite régulièrement aux émissions télévisées comme Utrennyaya Pochta et Goluboi Ogonek.
Elle arrive en finale de la Chanson-74 avec l'interprétation de Parle-moi, maman de Vladimir Migoulia.
Depuis 1987, Tolkounova dirige son propre Théâtre de la comédie musicale et de la chanson de Moscou.
En 2002, après la sortie de son album Mon homme imaginaire écrit par l'auteur-compositeur Vassili Popov, qui contient onze nouvelles chansons, Valentina Tolkounova devient lauréate de la fondation caritative « Russian Culture », pour la préservation des traditions de la chanson russe.
Elle meurt le 22 mars 2010 à l'hôpital Botkine de Moscou des suites d'une longue maladie.